# Projekt Chance
Das Projekt Chance ist ein Projekt des Jugendstrafvollzugs in freien Formen des Christlichen Jugenddorfwerk Deutschlands Creglingen in Creglingen-Frauental in Tauberfranken.

## Entstehung
Seit 1953 ist der Jugendstrafvollzug in freien Formen, damals noch durch den bis zum 31. Dezember 2007 gültigen § 91 Abs. 3 des Jugendgerichtsgesetzes (JGG), möglich. Diesen Weg ist erstmals das Justizministerium Baden-Württemberg unter Justizminister Ulrich Goll gegangen. Am 30. Juni 2003 erließ das Justizministerium Baden-Württemberg eine neue Verwaltungsvorschrift für den Jugendstrafvollzug in freien Formen. Hier wurden die beiden Einrichtungen Projekt Chance und Seehaus Leonberg offiziell zugelassen. Seit 2003 gibt es zwei solcher Einrichtungen in Deutschland: das Projekt Chance in Creglingen im ehemaligen Kloster Frauental und das Seehaus Leonberg. Jugendliche, die bereit sind, an sich zu arbeiten, können sich vom Jugendstrafvollzug aus für das Projekt bewerben.

## Projekt

### Ablauf
Nach Zustimmung des Anstaltsleiters verbringen die Jugendlichen ihre gesamte Haftzeit im Projekt. Im Projekt Chance erwartet sie ein durchstrukturierter und harter Arbeitsalltag. Der Tagesablauf beginnt mit Frühsport, bis 22:00 Uhr sind die Jugendlichen in ein konsequent durchgeplantes Erziehungsprogramm eingebunden. Hausputz, Schule, Arbeit, Berufsvorbereitung, Sport, gemeinnützige Arbeit, Täter-Opfer-Ausgleich und soziales Training sind fester Bestandteil des Konzepts, und dienen dazu, dass die Jugendlichen lernen, Verantwortung zu übernehmen und sich als gesetzestreue Bürger in die Gesellschaft wiedereingliedern können.
Grundlage des Projekts ist das christliche Menschenbild. Die Vision des CJD lautet „Keiner darf verloren gehen!“. In der Schule können die Jugendlichen ihren Hauptschulabschluss machen und auf weiterführende Schulabschlüsse vorbereitet werden.

### Positive Jugendkultur
Das Projekt arbeitet mit dem Ansatz des PPC (Positive Peer Culture). Die Jugendlichen sollen Verantwortung füreinander übernehmen und einander anleiten. Dadurch sollen sie lernen, für andere da zu sein und sich gegenseitig zu unterstützen.
Auch nach ihrer Entlassung werden die Jugendlichen durch das CJD Creglingen weiter unterstützt. Das Team der Integration steht ihnen für Fragen und Probleme weiterhin zur Seite.

## Rechtlicher Hintergrund
Mit dem baden-württembergischen Jugendstrafvollzugsgesetz ist Jugendstrafvollzug in freien Formen als dritte Vollzugsform neben geschlossenem und offenen Vollzug verankert (§ 27 JStVollzG-Ba-Wü). Im sächsischen und im rheinland-pfälzischen Jugendstrafvollzugsgesetz ist Jugendstrafvollzug in freien Formen ebenso als dritte Vollzugsform verankert (§ 13 Abs. 3 SächsJStVollzG/LJSTVollzG Rheinland-Pfalz). Nach den Entwürfen der meisten anderen Bundesländer kann Jugendstrafvollzug in freien Formen als Vollzugslockerung durchgeführt werden.